# سامرویل ۵۷۷۱
سیارک ۵۷۷۱ (به انگلیسی: 5771 Somerville، نامگذاری:1987ST1) پنج هزار و هفتصد و هفتاد و یکمین سیارک کشف شده‌است که در ۲۱ سپتامبر ۱۹۸۷ کشف شد.
قدر مطلق سیارک برابر ۱۲٫۴۰ است.